# Communauté de communes Canigou - Val Cady

Carte

La Communauté de communes Canigou - Val Cady est une ancienne communauté de communes française située dans le département des Pyrénées-Orientales et la région Languedoc-Roussillon.

## Composition
Elle était  composée des communes suivantes :
1. Corneilla-de-Conflent.
2. Vernet-les-Bains.

## Historique
La Communauté de communes Canigou - Val Cady est dissoute le 1er janvier 2014 et intégrée à la Communauté de communes du Conflent.